# 谷溪
谷溪（Valley Stream）是美國紐約州拿騷郡的一個城市。2010年美國人口普查時，谷溪有人口37,511人。